# Aristea bakeri
Aristea bakeri är en irisväxtart som beskrevs av Friedrich Wilhelm Klatt. Aristea bakeri ingår i släktet Aristea och familjen irisväxter. Inga underarter finns listade i Catalogue of Life.

## Bildgalleri

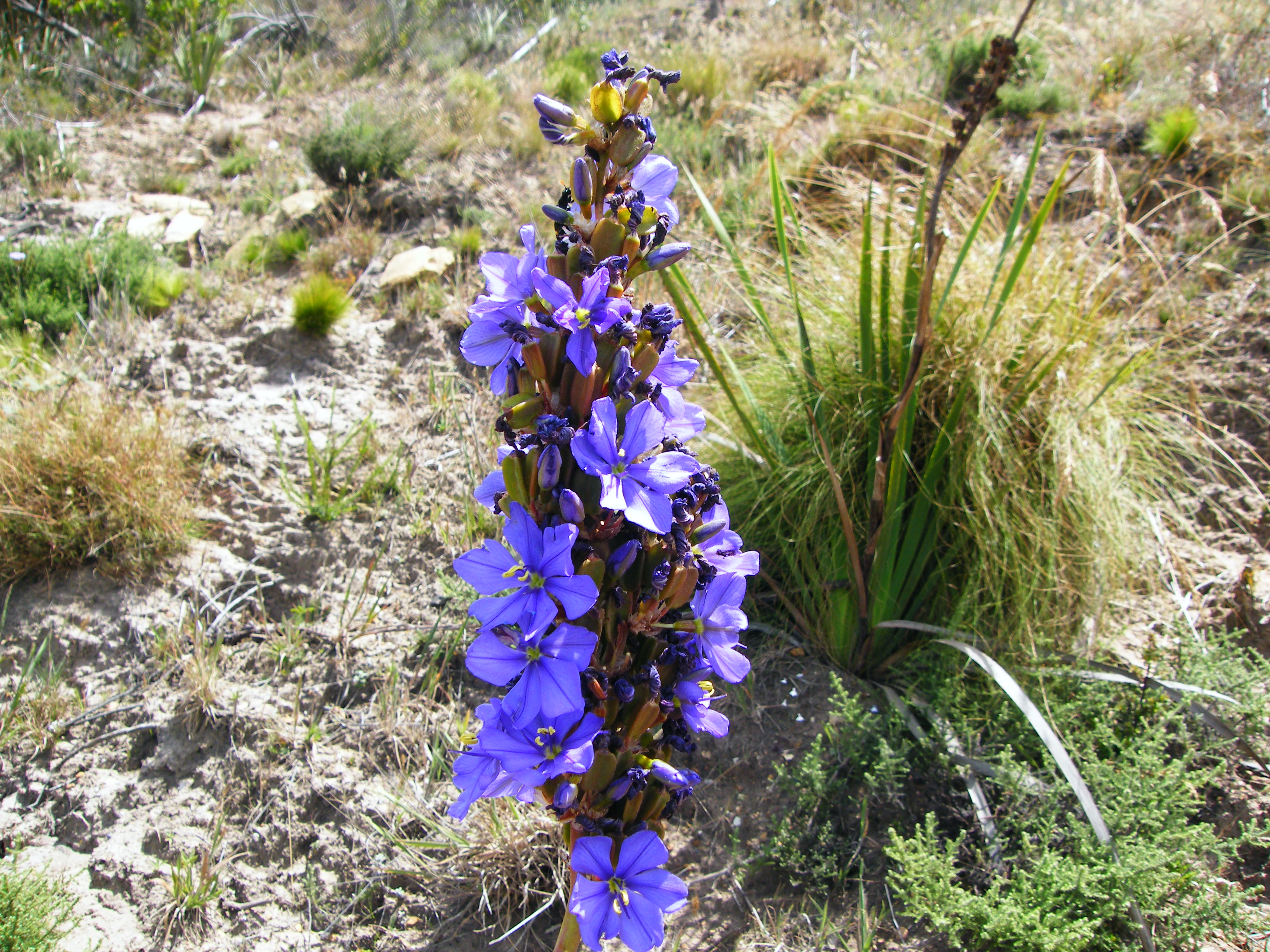
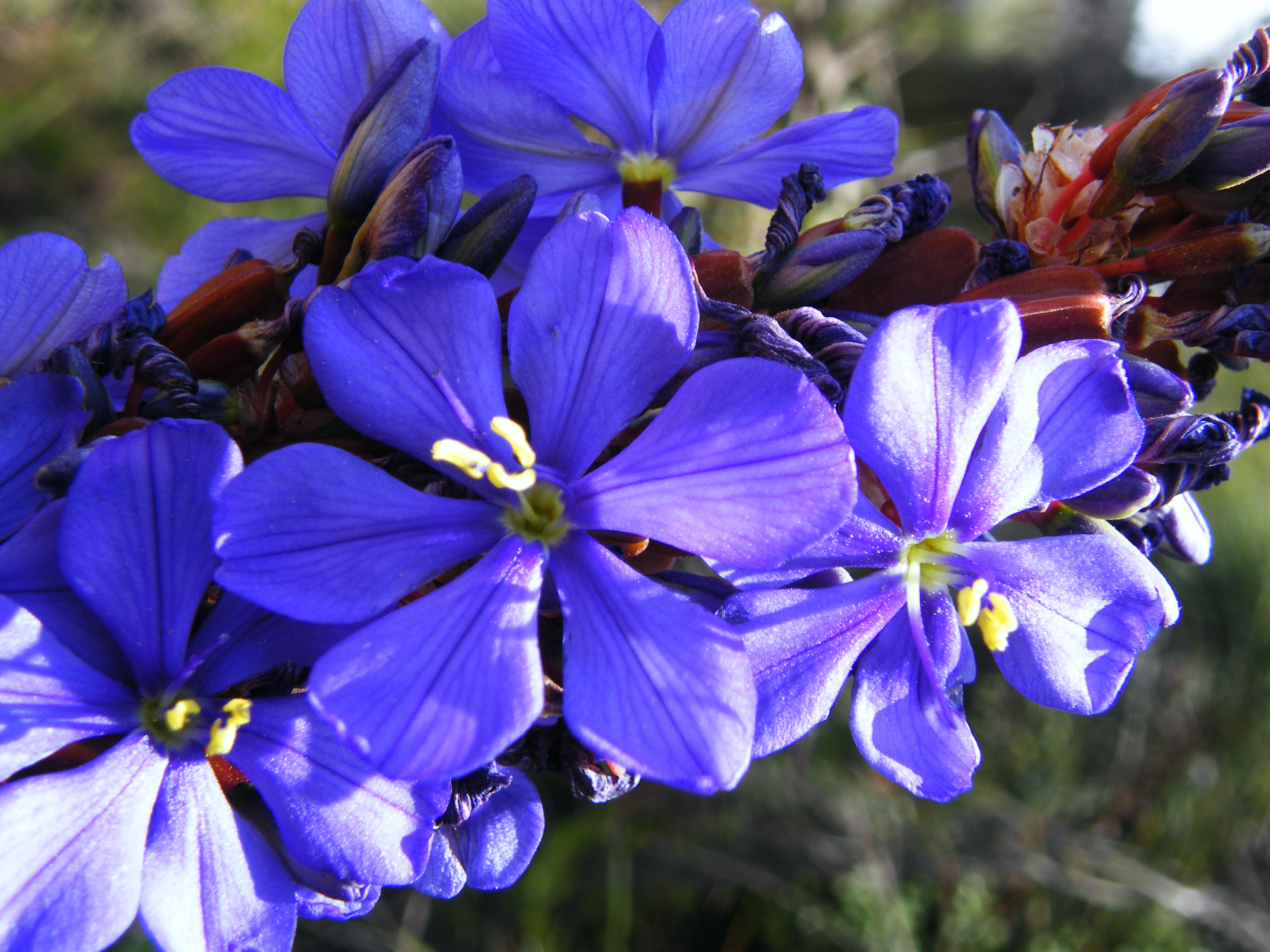
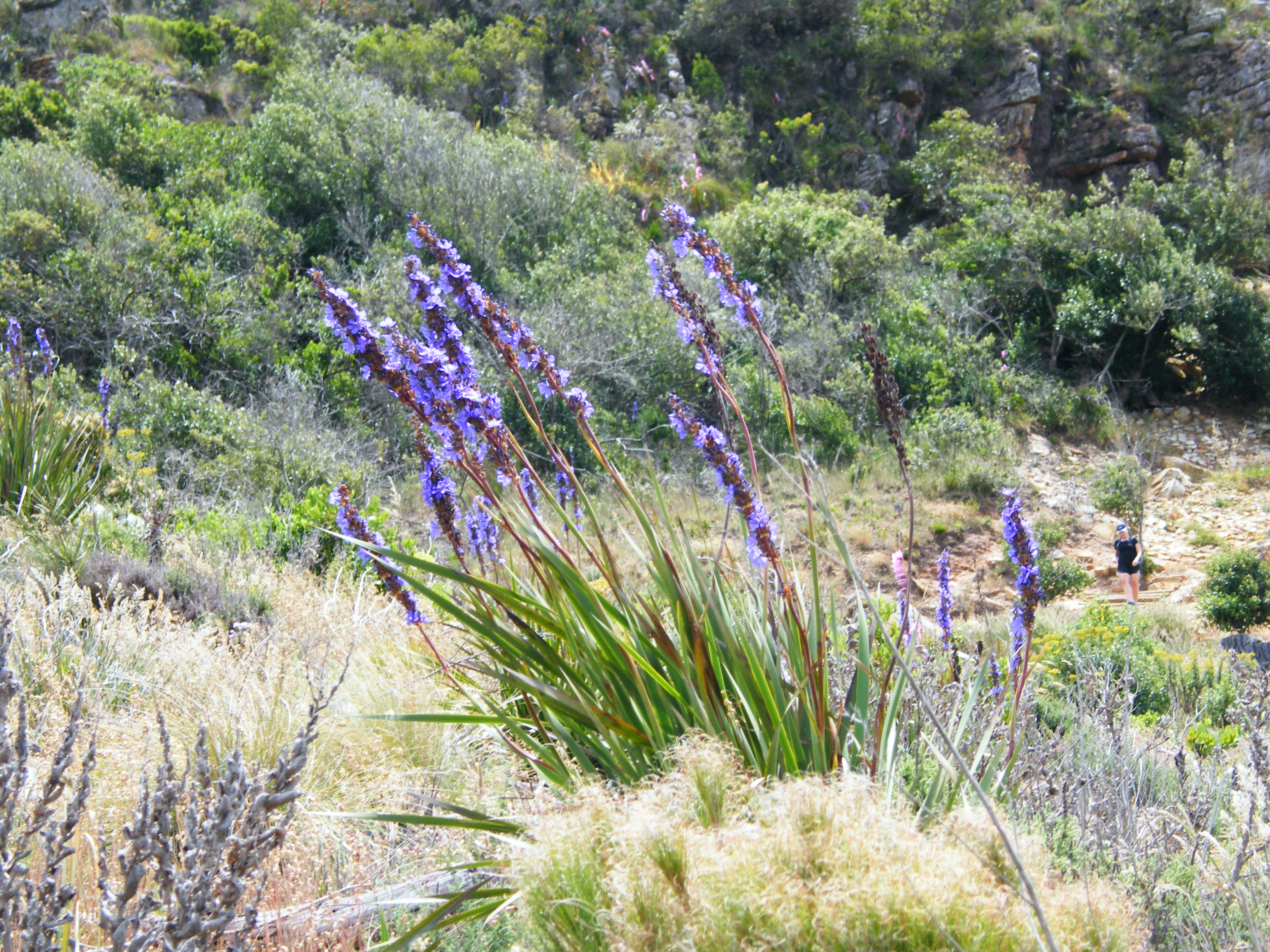